# Stages (album của Josh Groban)
Stages là album phòng thu thứ bảy của nam ca sĩ người Mỹ Josh Groban. Bao gồm những ca khúc từ các vở nhạc kịch Broadway, album được phát hành vào ngày 28 tháng 4 năm 2015. Album đã bán được 502.000 bản tại Mỹ tính đến tháng 10 năm 2015. Stages nhận được một đề cử ở hạng mục Album giọng pop truyền thống xuất sắc nhất tại lễ trao giải Grammy lần thứ 58. Album trực tiếp của chuyến lưu diễn quảng bá cho album, Stages Live, cũng nhận được đề cử ở hạng mục này tại lễ trao giải Grammy một năm sau đó.
| Đánh giá chuyên môn | Đánh giá chuyên môn |
| Nguồn đánh giá      | Nguồn đánh giá      |
| Nguồn               | Đánh giá            |
| ------------------- | ------------------- |
| AllMusic            | [ 3 ]               |
| Broadway World      | Tích cực            |
| The Guardian        | [ 5 ]               |
| Newsday             | B+                  |
| Rolling Stone       | [ 7 ]               |

## Danh sách bài hát
| STT | Nhan đề | Sản xuất             | Thời lượng |
| --- | --- | -------------------- | ---------- |
| 1.  | "Pure Imagination" (từ Charlie và nhà máy sôcôla)                                                                   | Humberto Gatica      | 4:23       |
| 2.  | "What I Did for Love" (từ A Chorus Line)                                                                            | Bernie Herms         | 4:49       |
| 3.  | "Bring Him Home" (từ Những người khốn khổ)                                                                          | Herms                | 3:24       |
| 4.  | "Le temps des cathédrales" (từ Nhà thờ Đức Bà Paris)                                                                | Gatica               | 4:02       |
| 5.  | "All I Ask of You" (từ Bóng ma trong nhà hát; với Kelly Clarkson)                                                   | Herms                | 3:59       |
| 6.  | "Try to Remember" (từ The Fantasticks)                                                                              | Herms                | 4:40       |
| 7.  | "Over the Rainbow" (từ Phù thủy xứ Oz)                                                                              | Herms                | 4:27       |
| 8.  | "Children Will Listen/Not While I'm Around" (từ Khu rừng cổ tích và Sweeney Todd: The Demon Barber of Fleet Street) | Herms                | 4:36       |
| 9.  | "You'll Never Walk Alone" (từ Carousel)                                                                             | Herms                | 4:28       |
| 10. | "Old Devil Moon" (từ Finian's Rainbow; hợp tác với Chris Botti)                                                     | Gatica               | 4:21       |
| 11. | "Finishing the Hat" (từ Sunday in the Park with George)                                                             | Gatica               | 3:08       |
| 12. | "If I Loved You" (từ Carousel; với Audra McDonald)                                                                  | Gatica, William Ross | 4:16       |
| 13. | "Anthem" (từ Chess)                                                                                                 | Herms                | 3:28       |

| Bài hát thêm cho phiên bản cao cấp | Bài hát thêm cho phiên bản cao cấp                       | Bài hát thêm cho phiên bản cao cấp |
| STT                                | Nhan đề                                                  | Thời lượng                         |
| ---------------------------------- | -------------------------------------------------------- | ---------------------------------- |
| 14.                                | "Gold Can Turn to Sand" (từ Kristina)                    | 4:14                               |
| 15.                                | "Empty Chairs at Empty Tables" (từ Những người khốn khổ) | 4:12                               |

| Bài hát thêm cho phiên bản phát hành trên Target | Bài hát thêm cho phiên bản phát hành trên Target         | Bài hát thêm cho phiên bản phát hành trên Target |
| STT                                              | Nhan đề                                                  | Thời lượng                                       |
| ------------------------------------------------ | -------------------------------------------------------- | ------------------------------------------------ |
| 14.                                              | "Gold Can Turn to Sand" (từ Kristina)                    | 4:14                                             |
| 15.                                              | "Empty Chairs at Empty Tables" (từ Những người khốn khổ) | 4:12                                             |
| 16.                                              | "If I Can't Love Her" (từ Người đẹp và Quái vật)         | 4:54                                             |
| 17.                                              | "Dulcinea" (từ Man of La Mancha)                         | 2:51                                             |

## Xếp hạng và chứng nhận
| Bảng xếp hạng (2015)                     | Vị trí cao nhất |
| ---------------------------------------- | --------------- |
| Album Úc (ARIA)                          | 2               |
| Album Áo (Ö3 Austria)                    | 48              |
| Album Bỉ (Ultratop Vlaanderen)           | 52              |
| Album Bỉ (Ultratop Wallonie)             | 14              |
| Album Canada (Billboard)                 | 2               |
| Album Hà Lan (Album Top 100)             | 5               |
| Album Phần Lan (Suomen virallinen lista) | 21              |
| Album Pháp (SNEP)                        | 13              |
| Album Đức (Offizielle Top 100)           | 31              |
| Album New Zealand (RMNZ)                 | 1               |
| Album Na Uy (VG-lista)                   | 22              |
| Album Thụy Sĩ (Schweizer Hitparade)      | 13              |
| Album Anh Quốc (OCC)                     | 1               |
| Album Hoa Kỳ Billboard 200               | 2               |

| Bảng xếp hạng (2015)     | Vị trí |
| ------------------------ | ------ |
| Úc (ARIA)                | 35     |
| Album New Zealand (RMNZ) | 21     |

| Quốc gia                                                                           | Chứng nhận | Số đơn vị/doanh số chứng nhận |
| ---------------------------------------------------------------------------------- | ---------- | ----------------------------- |
| Úc (ARIA)                                                                          | Vàng       | 35.000^                       |
| Canada (Music Canada)                                                              | Vàng       | 40.000^                       |
| Anh Quốc (BPI)                                                                     | Vàng       | 100.000‡                      |
| Hoa Kỳ (RIAA)                                                                      | Vàng       | 500.000‡                      |
| Toàn cầu (IFPI)                                                                    | —          | 1.000.000+                    |
| * Chứng nhận dựa theo doanh số tiêu thụ. ^ Chứng nhận dựa theo doanh số nhập hàng. |            |                               |